# Qāʾid
Qāʾid (in arabo قائد‎?, che indica un "capo" o un "comandante", e il cui plurale è  quwwād), indicato talora come caid o kaïd, è un sostantivo arabo significa "maestro" o "guida." Fu un titolo in uso in epoca normanna nella Sicilia da loro conquistata ai musulmani nell'XI secolo, per indicare i funzionari di Palazzo e i membri della curia regia che di norma erano musulmani o convertiti al Cristianesimo di provenienza islamica. La parola entrò nella lingua latina come gaitus o gaytus, che in lingua italiana divenne gaetto.
In seguito la parola fu adottata anche in contesto nordafricano per indicare i governatori di fortezza o i guardiani di una prigione. Nella Penisola iberica il sostantivo divenne alcayde, avendo incorporato l'articolo determinativo unico dell'arabo.
È anche un nome proprio di persona arabo ed è usato anche per indicare i capi di gruppi di malavitosi.

## Qāʾid di spicco
- Thomas Brun (attivo tra il 1137 e il 1154), Inglese al servizio del sovrano normanno Ruggero II
- Ahmad al-Siqilli, noto come Qāʾid Pietro (attivo verso gli anni Sessanta del XI secolo nella corte siciliana. Uomo di fiducia di Margherita di Navarra
- Murat Reis il Giovane Rinnegato nederlandese del XVII secolo, nominato Caid della regione includente la kasba di al-Oualidia (al-Walīdiyya) e il porto di Saffia, nonché Maladia (Muladi) della Dinastia sa'diana cui appartennero i penultimi Sultani del Marocco
- Sir Harry MacLean (1848–1920), soldato scozzese e istruttore dell'esercito marocchino
- Quaid-e-Azam, che significa grande leader, titolo di Muhammad Ali Jinnah (1876–1948), fondatore del Pakistan
- Grandi caid, governanti feudali berberi delle regioni meridionali del Marocco sotto il Protettorato francese

## Persone con questo nome
- Qa'id ibn Hammad (1028–1045), che governò l'Algeria
- Kaid, soprannome di Andrew Belton, (1882—1970), ufficiale dell'esercito britannico attivo in Marocco
- Kaïd Ahmed (1921-1978), nazionalista e politico algerino
- Beji Caid Essebsi (1926-2019), avvocato tunisino, politico e Presidente della Repubblica tunisina dal 2015
- Kaid Mohamed (1984), calciatore gallese

## Località
- Draâ El-Kaïd, cittadina dell'Algeria

## Altri impieghi
- Alkaid o Elkeid, è il nome tradizionale di origine araba dato alla stella Eta Ursae Majoris
- USS Alkaid (AK-114), nave della Marina militare statunitense
- Qaid (film), pellicola del 1975 in Hindi con Leena Chandavarkar e Kamini Kaushal come attori protagonisti
- Umar Qaid, film d'azione in Hindi del 1975, realizzato a Bollywood